# デコトラ

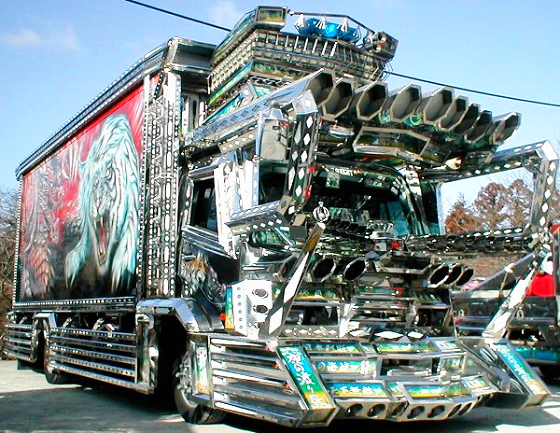
デコトラ

デコトラとは、特殊な装飾部品や塗装などを用いて外装を飾った貨物自動車（トラック）を指す語である。「デコレーショントラック」（和製英語：Decoration Truck）の略語だが、「デコトラ」は青島文化教材社の登録商標であるため、版権の関係から「アートトラック」（和製英語：Art Truck）とも呼称される。
また、英語圏において "Dekotora" あるいは "Decotora" として紹介されている事例がある。

## 概要

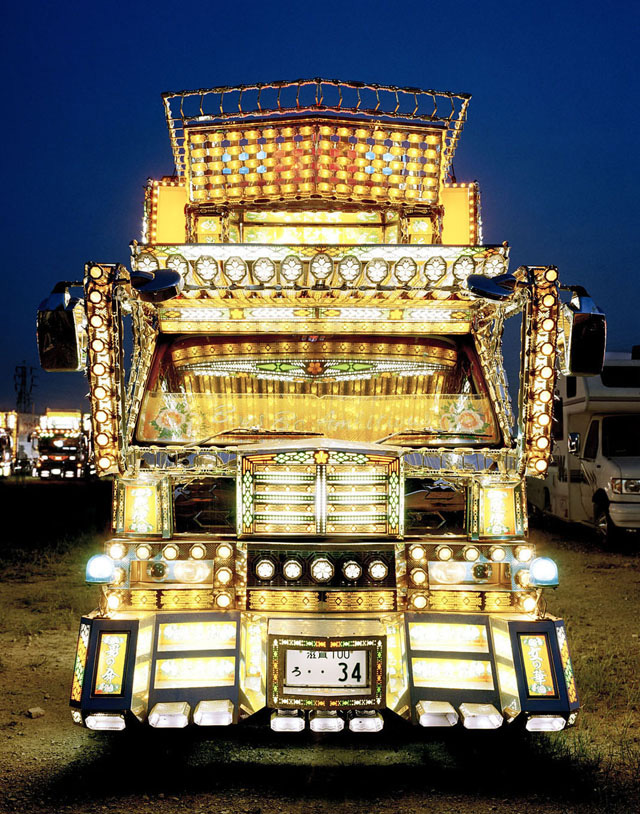
大量の電飾を発光させたデコトラ

デコトラは軽トラックからトレーラーまで大小の種類を問わず見受けられ、「ボデー」＝車体の塗装、電飾装備の追加といった外装の装飾だけでなく「キャブ」=運転席などの内装にも装飾を加える例が多い。見た目を飾り立てているだけだと思われがちだが、その歴史は錆を防ぐという実用性を求めたことが発祥（後述）である他、重いパーツをつけることで最大積載量を減らすことで節税につなげる効果（減トン）を意図する目的でも行われる。
典型的な装飾例は、ペイント（塗装）、「マーカーランプ」「アンドン」と呼称される照明部品の追加、ステンレス製またはクロムメッキを施されたスチール製の装飾部品の追加である（具体例は#装備節参照）。
デコトラのパーツ流用に由来するトラックの愛称（ニックネーム）例に「○○観光」「○○丸」があり、それぞれは観光バス、水産物流業者のパーツ流用の名残りである。これらの流用部品を用いないデコトラでも、この種の愛称がつけられる例がある。
ブーム化と同時に警察による取り締まりが図られた（後述）ほか、合法的な装飾に対しても荷主からクレームがつき、運送業務に支障が出るケースが増えたため、企業が社内規則によって、自費であってもトラックの装飾を禁止するようになったところが多い。したがって、業務にも用いられるデコトラの多くは個人事業主や、装飾を容認する小規模運輸会社が所有する車両が中心となっているほか、本来の業務には利用せず個人の趣味としてイベント参加用に作られる車両（業務用車両の転用など）が増えつつある。

## 沿革

### 発祥
デコトラ装飾の基本的な材料である桜や薔薇などの花模様がプリントされたステンレス板、俗称「ウロコステン」の発祥は、実用上の加工であったとされる。主に水産業や水産物輸送に携わるオート三輪が、塩害や融雪剤の悪影響で車体が錆び、荷箱の寿命が短くなることから、傷んだ荷箱の補修または錆びの予防のため、表面を小円状のヘアライン加工（由来は航空機用外板の「エンジンターン加工」 Engine turnings ）して硬化したステンレス鋼板をリベット留めしたのが始まりである。「ウロコステン」は独特の光沢や質感から、あらゆる業種のデコトラの装飾に用いられる基本的な材料になった。
後に豊漁時における大量輸送の要請で荷台部を大型化する改造が、高度経済成長で急造したダンプトラックなどにも波及し、その際に商店や企業の看板のみならず、オーナーの趣味を反映した装飾が施されるようになっていった。
車体にアンドン、マーカーなど、装飾目的のみの改造を施したのは、宮崎靖男の1964年式いすゞ・TD、八戸港の水産物流業、山本商事の夏坂照夫ならびにその義兄、宮城県石巻港の「清治丸」などの諸説が存在する。夏坂兄弟のいすゞ11トン前輪2軸車と、三菱ふそう・T656の『第三正神丸』、そして1969年式日野・TC平ボディーの『八高丸』は、花鳥風月をエアブラシで描いたペイントや、電飾等さまざまな改造を施した車両で同業者から注目を浴び、トラックカスタムの一ジャンルとして認知されるようになった。当時はトラック用の既製改造部品がほとんどなく、観光バスや自家用自動車の解体部品（空調ダクト→「バスロケット」、行先標示板→「アンドン」、リアコンビネーションランプ→「流れるテール」など）や、アメリカ軍放出品のホーン（俗に言うヤンキーホーン）などを流用していた。デコトラ草創期の日本初のトラック用品専門店として、神奈川県横浜市に存在した「塚本屋中村商店」がデコトラ文化の進化に大きな役割を果たした。

### 第1次デコトラブームと映画『トラック野郎』シリーズ

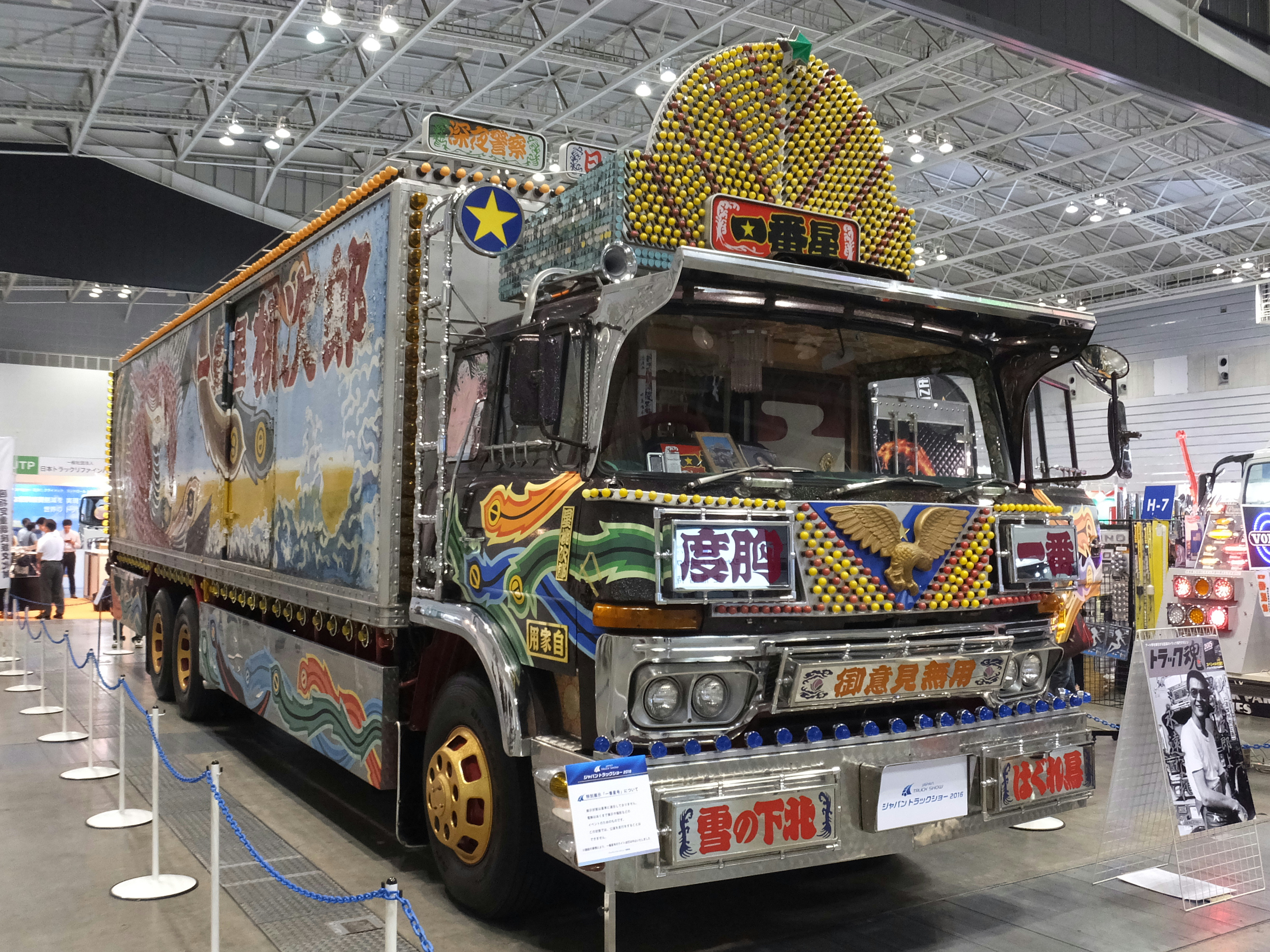
映画「トラック野郎」シリーズに登場した「一番星号」（三菱ふそう・Fシリーズ）

1970年代に入ると宮崎ら横浜のグループや、夏坂ら八戸港・石巻港の「第七港町急送」などが結成され、豪華さを競うブームは全国へ広がった。このブームを日本放送協会（NHK）が取材し、1975年5月28日にテレビドキュメンタリー番組『カメラリポート』で「走る街道美学」として放映された。
同番組で、派手な電飾を点灯して東名高速道路を走行するデコトラを目にした愛川欽也が、以前から菅原文太と温めていた「ロードムービー」の構想を実現させるためのテーマとしてこれらのトラックに注目。企画を東映に持ち込んで製作された映画が、『トラック野郎・御意見無用』（監督：鈴木則文、主演：菅原文太、愛川欽也）であった。
宮崎は同作の製作発表会で日本初のデコトラ団体「哥麿会」を発足させ、出演車両の手配など、映画制作に全面協力している。1975年8月に公開されたこの映画は、当初は単発の併映作扱いだったにもかかわらず予想外の大ヒット作となりシリーズ化し、毎年お盆と正月に封切られるようになった。それに伴いデコトラも高齢者から子供まで幅広く認知されていく。菅原演じる主人公・星桃次郎に憧れて運輸業界に入った者も少なくなく 、シリーズの人気が高まるにつれ、トラックに装飾を施すドライバーが急激に増加した。
なお、桃次郎の運転する11トン車「一番星号」は、元は哥麿会の当時の副会長の愛車（ダンプカー）の名前であった。監督の鈴木が名前を気に入り譲り受けたものだが、その代わりに菅原から「兄弟星号」の名を贈られている。
なお、デコトラの名称は、プラモデル・玩具メーカーの青島文化教材社（アオシマ）が、前述の通りブーム化した装飾トラックのプラモデルを商品化する際に、1976年（昭和51年）に作った造語「デコトラ爆走野郎」の「デコトラ」の部分が一般名詞化したものとされている。『トラック野郎』の公開時、配給元の東映は、アオシマと同時にバンダイにもプラモデル商品化の打診を行っており、やがて「トラック野郎」の版権・独占商品化権をバンダイのみに与えたため、アオシマが「デコトラ」の商標で商品展開を行うことにしたものである。アオシマは1980年以降、「デコトラ」の商標を模型・おもちゃ分野において保有している。なお、アオシマからはデコトラと同時期にワンボックスカーにトラックと同様の装飾を施した「デコバン」というプラモデルも発売されていた。
このほかデコトラ関連の模型・玩具一覧については#模型・玩具節を参照。
この1970年代のデコトラブームの際には普通乗用車、ワンボックスカーや四輪駆動車（ジープ）などに、トラックと同様の装飾を施した車両も存在した。

### 『トラック野郎』シリーズの終焉と取り締まりの強化
「トラック野郎」シリーズのクライマックスは、桃次郎が義理・人情のために一番星号を爆走させる（制限速度超過）のが恒例となっていた。その中にはほぼ毎回、パトカーの追跡を振り切る場面があり、パトカーが横転するなどして破壊されることも珍しくなかった。これに対して警視庁から東映にクレームが入り、プロデューサーの天尾完次は対応に苦慮していた。夏のお盆興業を、警察が敵視していた「トラック野郎」から「戦記物路線」に差し替えて、警察の心証を良くしたいという東映首脳部サイドの噂が鈴木の耳に入ってきたという。第4作『天下御免』はカーチェイスのシーンがなく、一番星号の轍だけが残る描写であった。また、4作目以降はパトカーが横転するシーンもなくなった。これについて鈴木は生前 、「3作目のプロモーションで警察から厳しく注意されたことに対する配慮があったのかもしれない」と回想している。
1979年末に公開された第10作『故郷特急便』は売上が10億円に届かなかったこともあり、結局1980年の夏は戦記物の大作映画『二百三高地』が公開され、「トラック野郎シリーズ」は終了した。
また、生前の愛川欽也のインタビューによると、映画による人気の高まりと同時に、警察による取り締まりが強化され、トラックの電飾などが規制され始めたという。その結果、「トラック野郎」シリーズの終了と歩調を合わせるように、第1次デコトラブームは沈静化した。

### 雑誌「カミオン」の創刊と第2次デコトラブーム
1980年に東映「トラック野郎」シリーズの制作が終了した後も、シリーズの継続制作を希望するトラック運転手やトラックファンが全国各地に多数存在した。その流れを受け、1984年4月に日本初のデコトラ専門誌『カミオン』（芸文社）が創刊された。第一次ブームでは、デコトラに関する情報や知識は基本的にプロのトラックドライバーとトラック用品販売店などの専門家の間に限られていた。『カミオン』の創刊以降は、デコトラを含むトラック全般の情報が全国の幅広い読者層に伝わるようになり、年齢・職業を問わずデコトラファンが急増した。「哥麿会」をはじめとした全国各地のデコトラ団体（アートトラッククラブ）がチャリティーイベントなどを開催し、その模様が『カミオン』誌上で全国に幅広く報道された。デコトラのイベント会場に足しげく通う子供のカメラマンや、免許を持たない小・中・高校生が、自身の自転車にデコトラ風の飾り付けをするデコチャリなどが出現したのも、第2次ブームにおける特徴である。初期の『カミオン』には付録として、子供向けの入門書がついていたこともあった。
テレビ東京が日曜ビッグスペシャルの枠で「全日本ダンプカーレース」（1985-1986年）や「激突!!全日本トラックレースグランプリ」(1987-1988年）といったデコトラが出演するバラエティー番組を製作したことも、第2次デコトラブームの人気に拍車をかけた。

### 第2次ブーム以降の状況
第2次ブーム以降も、ブームの影響を受けたトラッカーによって装飾が行われているほか、デコトラ団体によるチャリティー撮影会などのイベントが全国各地で継続的に開催されている。1990年代以降は『爆走デコトラ伝説』シリーズを筆頭に、デコトラを題材とした様々なテレビゲームが発売された。
1990年代後半以降は、「機動戦士ガンダム」をイメージするようなガンダム系アート、「ラッセル戻し」と呼ばれるバンパーなどに代表される「モダンアート」と総称されるカスタムが主流だが、『トラック野郎』時代を回顧する「レトロアート」の再流行も見られる。
その一方で、車両改造や維持費など経費面での高騰に加え、デコトラの派手な装飾を「威圧的」「反社会的」と嫌悪する警察からの圧力を恐れる荷主も少なくなく、やがて大手運輸会社など、多くの企業がコンプライアンスを意識するようになったため、装飾されたトラックの出入りを禁止するようになった。このため飾り方の様式に変化が生じ、一般人から見ると地味に見えるが、デコトラに精通した人間には見抜けるといった飾り方の車両が増えているや、「丸美グループ」。また、日本のトラックのデザインが安全・環境などの要求に対応して変化し、バンパー内蔵ヘッドライトや全高の高いキャブ（運転台）などを採用してヨーロッパ製のキャブオーバートラックの形態に近づいたことから、ヨーロッパで見られる車体色の派手な塗装やグリルガード、多数のフォグランプの装着といった新しい飾り方も出現している。
2000年代に入ってデコトラに対するもう一つの逆風となったのが、東京都が石原慎太郎都知事時代の2001年に導入した「都民の健康と安全を確保する環境に関する条例」である。国土交通省によるディーゼル車の長短期規制は新型車にしか適用されないが、東京都を皮切りに全国の都市圏に導入されたディーゼル車規制条例は旧年式の車両にも例外なく適用されるためである。デコトラのドライバーは長い年数をかけてトラックを飾るために年式の古い車両が多く、東京都などの乗り入れ規制に対応するためには数百万円の費用がかかることから、やむを得ずデコトラを売り払い、新車のトラックに買い替えるドライバーが続出した。
これらの逆境に対処するため、本職のトラックドライバーを中心とするデコトラ愛好家が、仕事に使用するトラックとは別に、個人で所有するイベント専用車として多額の費用をかけたデコトラを製作する例も増えており、仕事で使う比較的地味な飾り付けのデコトラ（俗に『仕事車』と呼ばれる）と、イベント専用の派手なデコトラ（俗に『フルアート』と呼ばれる）の二極化が進んでいる。

## 装備
一口にデコトラといってもさまざまな方向性があり、またそのバリエーションがオーナーやグループの個性となって現れている。車両のサイズやコンセプト、用途の関係もあって必ずしも下記の装備品が全て揃っている必要はない。
これらのパーツを装着する事で全長・全幅・全高・重量が変わる場合があるので、道路交通法及び道路運送車両法を遵守し、また必要に応じ記載事項変更・構造変更の手続をして、改造車検に合格しなければならない。
2013年には、トラックのフロントガラスに装飾板を入れて視界を妨げることを黙認したとして、運送会社5社が兵庫県警に摘発されている。

### 外装パーツ

#### フロントデッキ（シートキャリア）
トラックの運転席（キャブ）の上に装着され、通常は平ボディ車やダンプカーであれば積み荷の飛散防止や雨よけのシートカバー、固定用のロープやベルトなどを収容する箱状のパーツが、バンボディ（箱車）であれば空気抵抗を低減するエアデフレクター（エアロパーツ）が装着されるが、デコトラの場合はこの部分にステンレス鋼またはスチール製でメッキを施したフロントデッキ（鳥かご）や筒状の装飾品（ロケット）が装着される。
デコトラでキャブやバンボディの屋根に装着されている「ロケット」は、かつてはとバスで活躍したスーパーバスの空調ダクトを模したものと言われている。

#### サイドミラー
メーカー純正でミラーの外枠にメッキ加工を施したパーツは存在するが、デコトラではミラーアーム自体を交換する場合が多い。見栄えと剛性確保のため、口径の太い物や角パイプ・丸パイプを使用する物、行灯やマーカーランプなどのイルミネーションを組み込んだものがある。

#### バイザー（ひさし）
車内の日よけでは遮れない直射日光を抑える。フロントデッキやバンパー、ミラーアームとコーディネートすることが多い。大別すると先端が直線のストレート型とV字状にふくらんでいる舟形になる。

#### フロントバンパー
フロントデッキと併せてデコトラを印象づけるパーツのひとつで、視覚的なインパクトを与えている。他のメーカーのトラックのバンパーを移植したり（アフターマーケットで他の車種にサイズを合わせたレプリカ品が発売される車種もある）、行灯を組み込んだりする車両も多い。ダンプカーのように工事現場や悪路に出入りすることの多い車両では障害物対策として可動式に改造することもある。オーナーによっては、ナンバープレート装着部に囲いを付ける事もあるが、この場合も前方から文字が容易に確認できる形状であることを要する（日本のナンバープレートを参照）。
舟形
上から見たときに船のへさきのように中央がふくらんだ（または尖った）構造のもの。人気の高い形状。
キャデラック（キャディラック）型
1960年代のキャデラックの後部をイメージしたもので、外縁部と中央のナンバープレート取り付け部分が前に突き出ている。次項で述べるラッセル・ラッセル戻しも外縁部が突き出ているものがあるが、キャデラック型は先端が路面に対して垂直になっていることが多い。
ラッセル型
横から見たときに断面が鋭角（斜め）になっている。除雪車（ラッセル車）の形状から。
ラッセル戻し
上記のラッセル型に“戻し”を加えたもので、横から見ると断面がくの字状になっている。
オバQ形
1960年代から1970年代にかけて製造された、川崎航空機岐阜製作所（後のジェイ・バス宇都宮事業所）製観光用デラックスバスを模したレプリカバンパー。バス車体の形状がオバケのQ太郎に似ているためこの名前がついた。
前出しバンパー
近年ではヘッドライトをバンパーに内蔵したトラックが増えており、それらの車両には特殊バンパーを装着することができないため、純正バンパーを用いるこのタイプが増えている。バンパーを前方に張り出させるだけのタイプと、前方に張り出させてからバンパーの上と両サイドを塞ぐタイプの2通りがある。後者は上面をシマ板、両側面をメッキパーツで塞ぐ。
ダブルバンパー
純正バンパーを上下2段重ねにするタイプである。スポイラー付きのバンパーが存在しなかった1970年代に流行した。中には下部のバンパー中央を「ハ」の字型にカットして取り付けることもある。また、沖縄県では階段状に取り付けた車両が多い。

#### サイドバンパー
通常のトラックではこの部分に燃料タンクがあるためパイプ状となっている車両が多いが、見栄えをよくするために幅の広い板を使ったり、行灯やマーカーランプなどのイルミネーションを組み込んだりすることがある。

#### リアバンパー
仕事用もしくはイベント用、また荷役の状態などによって形状が左右される。
- 箱車や平ボディ車では、バンパーの断面を階段状にして荷台への出入りに配慮したタイプが装着されることがある。また箱車や平ボディ車でも、プラットホームに着けて荷役を行うことが多い場合やパワーゲートを装着する場合、排出した土砂がバンパーに支障をきたすダンプの場合は、後方への張り出しが少ない。
- 多数の尾灯や方向指示器、後退灯を組み込み、「コントロールフラッシャー」を用いて特殊な発光パターンで点灯・点滅させることもある。

#### ハシゴ
本来はフロントデッキや荷台の上に昇るために装着されるが、デコトラの場合はアクセサリーとして装着されることが多く、行灯やマーカーランプなどのイルミネーションを組み込んだタイプが見られる。イルミネーションを組み込むタイプの多くは、手や足をかける隙間がない飾り専用のものが大半を占める。

#### 顔面移植
フロント周りに本来とは違う車種のフロントパネルやグリル、灯火類等を装着する。装着するパーツにより旧車感を演出したり高年式に見せたりする事などが出来る。
キャビンの基本骨格が同じ車種同士の顔面移植(例∶スーパーグレートの初代前期に初代後期または2代目の顔面移植)もあれば、キャビンどころかメーカーも異なる顔面移植(例∶ビッグサムにスーパードルフィンの顔面移植)も見受けられる。

#### その他のパーツ
旧型モデルや他メーカーの車種からライト周りやミラーなどの部品を移植する場合もある。乗用車のリアコンビネーションランプ（「ケンメリテール」「流れるテール」）なども流用される場合がある。
クラクション（ホーン）を交換する場合は、ラッパ部分の長さを変えることで音程の変化をつけられるエアホーンが主流である。ただし、通常のホーンを外してエアホーンやメロディホーンのみを装備することは保安基準に適合しない。
バンボディでは荷台の上に「ロケット」と呼ばれる筒状の装飾部品を装着したり、荷台の上に更に装飾用の箱を載せる手法がある。荷台が開くウィングボディでは可動性を重視しバスロケットと呼ばれる装飾部品がよく取り付けられる。
ダンプや平ボディではキャビン背面のあおり板（プロテクター）の高さを上げ、前面のキャビンより上の部分を装飾してフロントデッキのデザインとコーディネートする場合や、背面に絵や文字を描く場合がある。
マフラーカッターと呼ばれる排気管の縁を装飾するパーツや、アメリカのコンボイトレーラーのように煙突状のマフラーを装着することがある。また、6気筒や4気筒のエンジンの場合はV型8気筒エンジンのような音を出すため、エキゾーストマニホールドの分岐を5対1あるいは3対1と不等にする場合もあり「マニ割り」と呼ばれる。こうした排気管でアクセルを踏み込んだ時に発生する音を「叩き」、アクセルを抜いたときの高音を「鳴き」と呼ぶ。煙突マフラーなどにしない限りは先端を二股にするダブルマフラーにし、右後輪の前側から出すことが殆どである。排気管やマフラーには排出ガスや騒音に関する保安基準があり、製品によっては適合しない場合もある。
また緊急自動車・工事用車両でなくてもキャビンの上に回転灯（パトライト）を装着することがある。ただし緊急自動車・特殊車両及びその前衛車・後衛車（誘導車）ではないため、灯火の色にかかわらず走行中に点灯することは禁止されている。
燃料タンクや、空気ブレーキと空気ばね用のエアタンクの配管をアルミニウム製やステンレス製、メッキを施されたものに換装して装飾することがある。

#### 材質
デッキ・バンパー・バイザー・ロケット、ボディパネルの一部にはメッキを施されたスチールの他、ステンレス鋼板が用いられているが、一部では万が一の事故の際に相手を過剰に傷付けない目的で、FRP製を使用することもある。
ステンレス鋼板の場合はパンチングメタル（網目状の穴が開けられている）や、うろこ状の研磨、エッチング加工、レーザーによる抜き加工などを施したものもあり、ディテールに変化を与えている。レトロアートにおいてはスパンコールが貼られることもあるが減少傾向にある。

#### 電飾

電飾の発光パターンの一例

行灯
ガラスやプラスチック（主にアクリル樹脂）の板に模様や文字を入れ、照明を組み込んだ箱に取り付けて光らせる。フロントウィンドウの下をはじめ、フロントデッキ、バイザー、前後バンパー、荷台の前、ミラーなどに装着され、主にトラックの愛称や会社名、キャッチフレーズなどが記載される。
フロントウィンドウの下に装着されるものは自動車メーカーのエンブレムを模したものが多く、愛称や模様などが書き込めるようにサイズアップされることがある。行灯の形状とベース車のメーカーの関係を無視して、日野自動車や三菱ふそうの行灯が他メーカーの車に装着されるケースも見られる。
マーカーランプ
無改造のトラックにも装着されているが、デコトラのそれは非常に多く装着される。行灯と共に夜間における派手さを演出するパーツで、フロントバンパー、リアバンパー、ホイールなどに装着される。電球式に加え、発光ダイオード（LED）式も増えつつある。
電飾
フロントデッキ、バイザー、ハシゴ、サイドバンパー、荷台などに装着される。リレーやコンピューターで発光パターンを制御することができる。近年では軽量化や省電力化の観点からLEDが主流になりつつある。
電源
これら電飾を点灯させるのにノーマル車のバッテリーやオルタネーターでは電力不足となる場合があるため、バッテリーの増設やオルタネーターの強化、市販されている汎用の発電機を搭載するケースがイベント専用車を中心に見られる。

### 塗装
キャブ部分には通常のソリッド塗料の他、マイカ、パール、メタリックといった市販の乗用車でも使われる塗料だけでなく、ラメ（アルミニウムフレーク）入り、マジョーラなど凝った塗料を使用することが多い。シャーシフレームは19世紀の欧州の大砲の車台のように赤で塗装されることがある。
荷台に描かれる絵のテーマはオーナーによってさまざまだが、よく見られる題材では以下のようなものがある。これらを組み合わせて描かれることも多い。ワンポイントで描かれることもある。
- 動物（竜、虎、鷹、鷲、魚、恐竜、犬、猫など）
  - 猛獣、猛禽、架空の動物が多く見られ、中でも竜は人気の高い題材。一方で猫やペンギンなどメルヘン系も少しずつ増えている。
- 植物（桜、菊、牡丹など）
  - 桜は日本の国花でエッチングの柄にも取り入れられる。また牡丹は「唐獅子牡丹」に代表される「花の王」といわれ、歌舞伎ものと組み合わされることが多い。
- 人物（歴史上の人物や芸能人など）
  - 前者は戦国武将と並んで十二単や花魁も好まれる。後者はバニングでも見られるように特定の芸能人のファンに見られるが、肖像権の問題がある。
- 風景（山、海、都市など）
  - 主に魚介類を輸送するトラックで魚と波の絵が好まれる。「魚河岸」のマークや縁起の良い日の出を入れることも多い。クリスチャン・ラッセン調の海の絵も見られる。
- 歌舞伎
  - 竜と並んで人気があるのがこのジャンル。華麗で力強いイメージがある。
- 神仏・縁起物（日の出、七福神、観音菩薩など）
  - 商売繁盛を祈願して主に営業ナンバー車で七福神や宝船は人気がある。初夢にも挙げられる富士山や鷹も。
- アニメ（ディズニー、スタジオジブリ、機動戦士ガンダム、銀河鉄道999等）
  - 近年、萌えアニメを取り入れたものも進出している。痛車の一種と考えられる。こちらも著作権をクリアしているか（またはすべきか）が課題。
- アオシマの模型では、リーガル・グラフィティ（いわゆる「グラフィティ」の形態をした作品であるが、管理者の了解又は依頼により法に触れず作成されるもの。グラフィティを参照）のペインターによる作品をあしらったものもある。

#### 書体
レトロ感を出すために、社名や愛称、ダンプカーの車両番号表記には主に勘亭流や行書体、草書体が用いられる。すずき工芸独特の「すずき文字」も人気があるが、凝った書体は読みにくいので選定には注意が必要。

### 内装
水中花入り延長シフトノブを筆頭に、天井張りや壁、ダッシュボード、シートカバーなどの定番として金華山織りと呼ばれるゴージャスなデザインの内装材が好まれてきた。他にビニールレザー等が採用される。またカーオーディオに凝ったり、室内灯をシャンデリアに換えたり、お洒落なふとんやカーテンなどで寝室をアレンジする傾向がある。
最近では、カーテン、ハンドルカバー、トラック用布団がトラック内装の三大必須アイテムとなっている。
運転席後部の寝台回りをお洒落にするプリーツ式遮光性仮眠カーテンやサテン生地のカーテン、トラック用ふとんなどお洒落なデザインが好まれる傾向にある。
トラックを仕事で使わず、主にイベント用車両とする場合はバンボディを架装し、荷台部分を改造してキャンピングカーとすることもある。 
インテリアではないが、CB無線やパーソナル無線（この二者はその殆どが不法無線局）やアマチュア無線の無線機、バックミラーを補完する後部監視カメラを装着するトラックも多い（特にパネルバンでは真後ろは全く見えないのでルームミラーは無用の長物。後方カメラに関しては近年ではノーマル車にも多く取り付けられている）。

### カテゴリーによる分類
関西風アート
行灯やイルミネーションを多用して夜の派手さを追求する。もちろん荷台は塗装する。
関東風アート
行灯やイルミネーションは控えめでメッキパーツを中心に装飾する。荷台は無塗装かメッキパネル、エッチング加工を施したステンレス鋼板が好まれる。特に荷台を凝った作りにする事が多く、バスフェンダーと呼ばれる後ろのフェンダー部分が大きいのが特徴。
レトロアート
映画「トラック野郎」に出演したようなトラックをイメージしたもの。鷹や鷲のエンブレムやうろこ状に研磨されたウロコステンレスが用いられる。
モダンアート
平成に入ってから主流になってきたアート手法。デザイン性に富んだ飾りのもの。
ガンダムアート
モダンアートの一種で、パンチング加工やレーザー抜き加工などを多用したものをこう呼び、基本的に飾りは既製品ではなくワンオフ製作された物である。

## メディアでの展開
映画「トラック野郎」のヒットで映画やテレビドラマに劇用車として登場するほか、ゲームソフト・玩具も登場している。また、自動車雑誌の一ジャンルとして一定の地位を確保している。

### 映画
- トラック野郎シリーズ（主演：菅原文太、愛川欽也）
- ダンプ渡り鳥
- 激走トラッカー伝説
- 爆走トラッカー軍団シリーズ（主演：ジョニー大倉）
- 爆走! ムーンエンジェル －北へ（主演：工藤静香）
- スーパーの女
- デコトラの鷲シリーズ（主演：哀川翔）
- デコトラ外伝 男人生夢一路（ゲーム『爆走デコトラ伝説』の実写版。主演：菅原加織（菅原文太の息子））
- デコトラ・ギャル 奈美（主演：吉沢明歩）

### テレビドラマ
- ベルサイユのトラック姐ちゃん
- 流れ星お銀 事件解決いたしますシリーズ
- 探偵一家シリーズ
- GTO
- 世にも奇妙な物語
- 山本太郎のアメリカ大陸横断～スーパートラックの旅～
- 探偵家族
- HOTEL
- ごくせん（第2シリーズ）
- セレブと貧乏太郎
- ブラッディ・マンディ
- 名前をなくした女神
- 全開ガール
- ハケンの品格（第2シリーズ）

### バラエティ
- デコトラ一番星（MONDO TV）
- 日曜ビッグスペシャル（テレビ東京）
  - 全日本ダンプカーレース（1985-1986年）
  - 激突！！全日本トラックレースグランプリ(1987-1988年）

### 漫画
- わっぱ烈伝爆造

### ゲーム
- 爆走デコトラ伝説（PlayStation/PC用、ヒューマン）
  - アートカミオン芸術伝（PlayStation用、ティー・ワイ・オー）
  - 爆走デコトラ伝説2　男人生夢一路（PlayStation用、スパイク）
  - 爆走デコトラ伝説　男花道夢浪漫（PlayStation 2用、スパイク）
  - 真・爆走デコトラ伝説　～天下統一頂上決戦～（PlayStation 2/PC用、スパイク・ジャレコ）
- 爆走デコトラ伝説BLACK（ニンテンドーDS用、スパイク）
- 全国デコトラ祭り（Wii用、ジャレコ）
- トラック狂走曲（アーケード用、ナムコ：後のバンダイナムコゲームス・メトロ）
  - トラック狂走曲～愛と哀しみのロデオ～（PlayStation 2用、メトロ）
- エイティーン・ホイーラー（アーケード・ドリームキャスト・PlayStation 2・ニンテンドー ゲームキューブ用、セガ）
※アメリカントレーラーのゲームだが隠し要素としてデコトラによる運転が可能。
- ポケットモンスター スカーレット・バイオレット
※ゲーム内に登場するスター団の各チームボスが「スターモービル」というデコトラ様の乗り物に乗って登場する。

### 模型・玩具
- 青島文化教材社（以下アオシマ）より、デコトラシリーズのプラモデルが発売されているほか、コーヒー飲料の景品として約1／150スケールのNゲージ鉄道模型サイズミニカーを製造し流通したことがある。
  - 上節で既述の通り、デコトラはアオシマがプラモデル商品化するにあたって作った造語で、アオシマの登録商標である[1]。
- タカラトミーより、トミカアートトラックセットが発売されていた。チョロQも存在する（「デコトラの鷲」シリーズ）。
- ホットウィール - 2016年に、積載車（トレーラータイプ）と車のセットのシリーズであるSuper Rigsシリーズに、デコトラをモチーフにしたGalactic Expressが登場。また、2021年の新車として、Raijin Expressという車両がデビューした。

### 専門誌
- カミオン（芸文社）
- トラック魂（スピリッツ）（交通タイムス社）
- トラックボーイ（日本文芸社、廃刊）
- トラックキング（英和出版社、休刊）

### 祭典
- 東京2020パラリンピック
  - 開会式にて、布袋寅泰がデコトラに乗って登場。

### ミュージック・ビデオ
- 『Ahead Of The Light』MIYAVI（2013年）
- 『ビリケン』Creepy Nuts（2023年）